# Johann Schwister
Johann Schwister (* 11. Oktober 1862 in Bonn; † 5. Mai 1921 ebenda) war ein deutscher Architekt und Bauunternehmer, der vor allem in seiner Heimatstadt Bonn wirkte.

## Leben und Wirken
Schwister war vermutlich ein Sohn des Zimmermeisters Johann Josef Schwister. Ab 1885 ist er als Architekt, ab 1889 auch als Bauunternehmer mit wechselnden Adressen in Bonn (Heerstraße 129, Münsterstraße 19, Poststraße 5) nachweisbar. 1893 ließ er sich in der Südstadt in einem nach eigenen Plänen entstandenen Wohnhaus (Argelanderstraße 33) nieder, in dem er bis 1897/98 lebte und arbeitete. Anschließend zog Schwister privat und geschäftlich erneut mehrfach innerhalb Bonns um (Lennéstraße 69, Arndtstraße 2, zuletzt Argelanderstraße 51), um 1900 besaß er auch einen Ziegeleibetrieb in Schwarzrheindorf. Sein Unternehmen firmierte später als Schwister & Cie. Baugeschäft G.m.b.H. und beschrieb sich als „Technisches Büro für Architektur und Bauausführung“ (Stand: 1912), zuletzt betätigte es sich auch als Immobilienvermittlung (Stand: 1920). In der Bonner Südstadt, einem der größten geschlossen erhaltenen gründerzeitlichen Wohnviertel in Deutschland, gehörte Schwister mit mindestens 23 von ihm entworfenen Häusern (davon acht auf eigenen Grundstücken) zu den bedeutenderen Architekten.

„Mit der Aufnahme des Barocks und des Rokokos bei dem Bau seines eigenen Hauses [Argelanderstraße 33] empfahl sich Schwister seinen Kunden als moderner Architekt, der stilistisch auf der Höhe der Zeit war.“

## Werk
- Karte mit allen Koordinaten der Werke:
- OSM |
- WikiMap

### Bauten in Bonn
| Bauzeit   | Ortsteil     | Adresse                                | Bild           | Objekt                    | Maßnahme                           | Anmerkungen |
| --------- | ------------ | -------------------------------------- | -------------- | ------------------------- | ---------------------------------- | --- |
| 1893      | Südstadt     | Argelanderstraße 33 / Königstraße Lage |                | Wohnhaus                  | Neubau (Bauherr: Johann Schwister) | Denkmalschutz |
| 1893/1894 | Südstadt     | Weberstraße 103–107 Lage               |                | Wohnhausgruppe            | Neubau                             | Denkmalschutz |
| 1894      | Südstadt     | Argelanderstraße 37/39 Lage            |                | Doppelwohnhaus            | Neubau                             | Denkmalschutz |
| 1894      | Südstadt     | Argelanderstraße 41 Lage               |                | Wohnhaus                  | Neubau                             | Denkmalschutz |
| 1894      | Südstadt     | Reuterstraße 21 Lage                   |                | Wohnhaus                  | Neubau                             | |
| 1895      | Südstadt     | Goebenstraße 40 Lage                   |                | Wohnhaus                  | Neubau                             | Denkmalschutz |
| 1896      | Südstadt     | Königstraße 65 Lage                    |                | Wohnhaus                  | Neubau                             | Denkmalschutz |
| 1897      | Bonn-Zentrum | Wilhelmstraße 1 / Sterntorbrücke Lage  | weitere Bilder | Hotel „Central“           | Neubau                             | Denkmalschutz |
| 1897/1898 | Südstadt     | Weberstraße 73 Lage                    |                | Wohnhaus                  | Neubau                             | Denkmalschutz |
| 1897/1898 | Südstadt     | Weberstraße 75 Lage                    |                | Wohnhaus                  | Neubau                             | Denkmalschutz |
| 1898      | Bonn-Zentrum | Brückenstraße 20 / Burgstraße          |                | Wohn- und Geschäftshäuser | Neubau (Bauherr: B. H. Bloemer)    | nicht erhalten |
| 1898      | Gronau       | Adenauerallee 176 Lage                 |                | Wohnhaus                  | Neubau                             | Denkmalschutz |
| 1900      | Südstadt     | Wilhelm-Levison-Straße 22 Lage         |                | Wohnhaus                  | Neubau                             | Denkmalschutz |
| 1902      | Südstadt     | Weberstraße 77 Lage                    |                | Wohnhaus                  | Neubau                             | Denkmalschutz |
| 1903      | Südstadt     | Weberstraße 39 / Kaiserstraße Lage     |                | Wohnhaus                  | Neubau                             | heute im Erdgeschoss Gastronomie; Denkmalschutz |
| 1903      | Gronau       | Kaiserstraße 89 Lage                   |                | Wohnhaus                  | Neubau                             | Denkmalschutz |
| 1903      | Gronau       | Kaiserstraße 91 Lage                   |                | Wohnhaus                  | Neubau                             | Denkmalschutz |
| 1906      | Weststadt    | Meckenheimer Allee 123                 |                | Wohnhaus                  | Neubau                             | Denkmalschutz |
| 1906      | Weststadt    | Meckenheimer Allee 125                 |                | Wohnhaus                  | Neubau                             | Kein Denkmalschutz, seit Mitte der 1950er Jahre mehrfach innen und außen umgebaut, Original-Stuckfassade wurde beim ersten großen Umbau in den 1950er Jahren komplett entfernt, innen nur einige Original-Elemente erhalten, heutige nachgeahmte Stuckelemente wurden an der Fassade beim letzten Umbau 2001 angebracht, um die seit der Mitte der 1950er Jahre völlig glatte Fassade wieder etwas der Umgebung anzupassen |
| 1906/1907 | Weststadt    | Poppelsdorfer Allee 80 Lage            |                | Wohnhaus                  | Neubau                             | Denkmalschutz |
| 1911      | Gronau       | Niebuhrstraße 54 Lage                  |                | Wohn- und Geschäftshaus   | Neubau                             | Denkmalschutz |
| 1912      | Bonn-Zentrum | Markt 42 / Bonngasse Lage              | weitere Bilder | Wohn- und Geschäftshaus   | Neubau                             | Denkmalschutz |
| 1912      | Gronau       | Niebuhrstraße 42 Lage                  |                | Wohnhaus                  | Neubau                             | Doppelhaus mit Nr. 44 |
| 1912      | Gronau       | Niebuhrstraße 44 Lage                  |                | Wohnhaus                  | Neubau                             | Doppelhaus mit Nr. 42 |

### Bauten außerhalb von Bonn
| Bauzeit   | Ort                | Adresse                   | Bild           | Objekt                    | Maßnahme | Anmerkungen   |
| --------- | ------------------ | ------------------------- | -------------- | ------------------------- | -------- | ------------- |
| 1897–1898 | Stadt Königswinter | Drachenfelsstraße 30 Lage | weitere Bilder | Hotel „Westfälischer Hof“ | Neubau   | Denkmalschutz |